# كشري

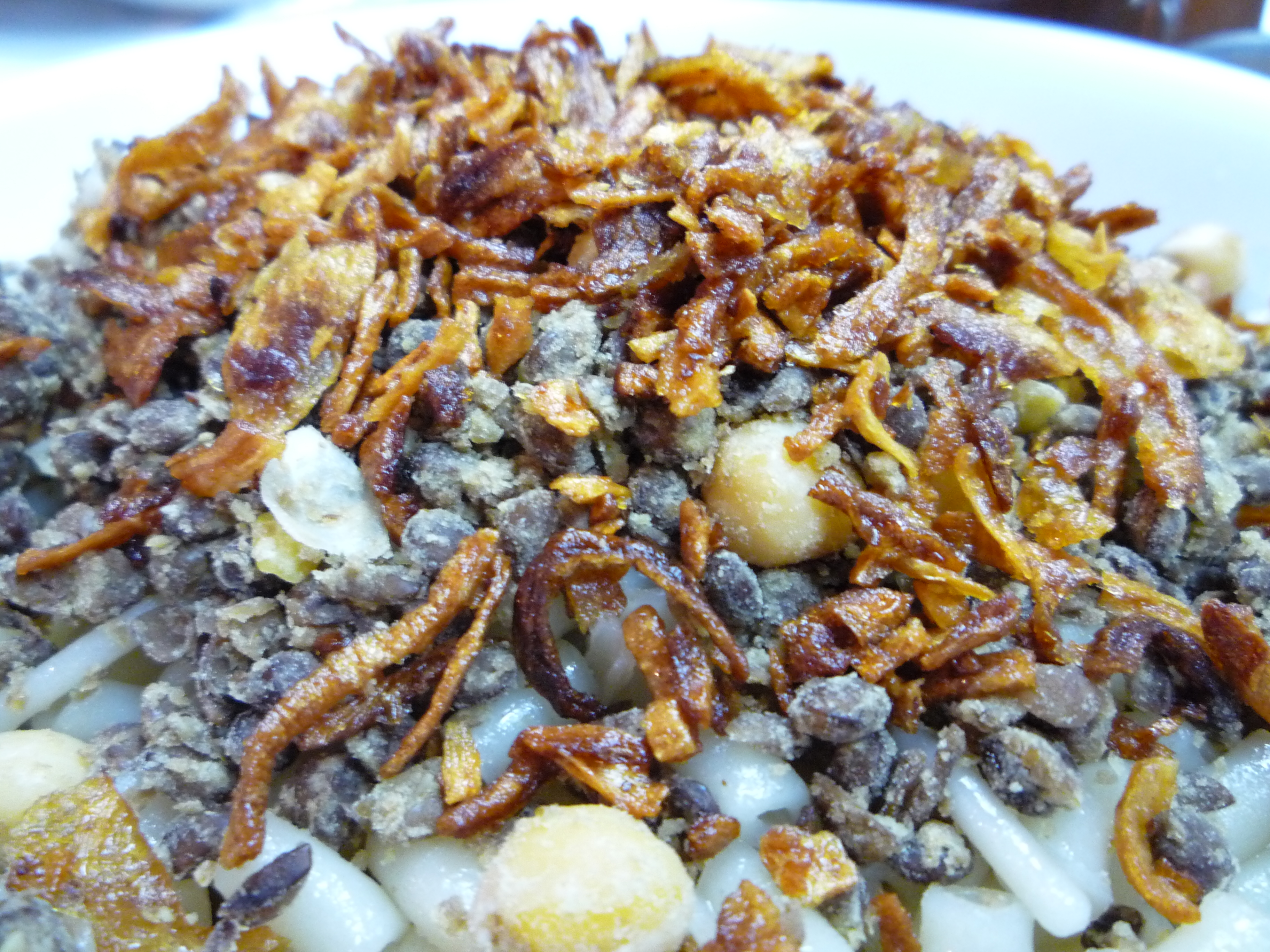
صحن كشري من القاهرة

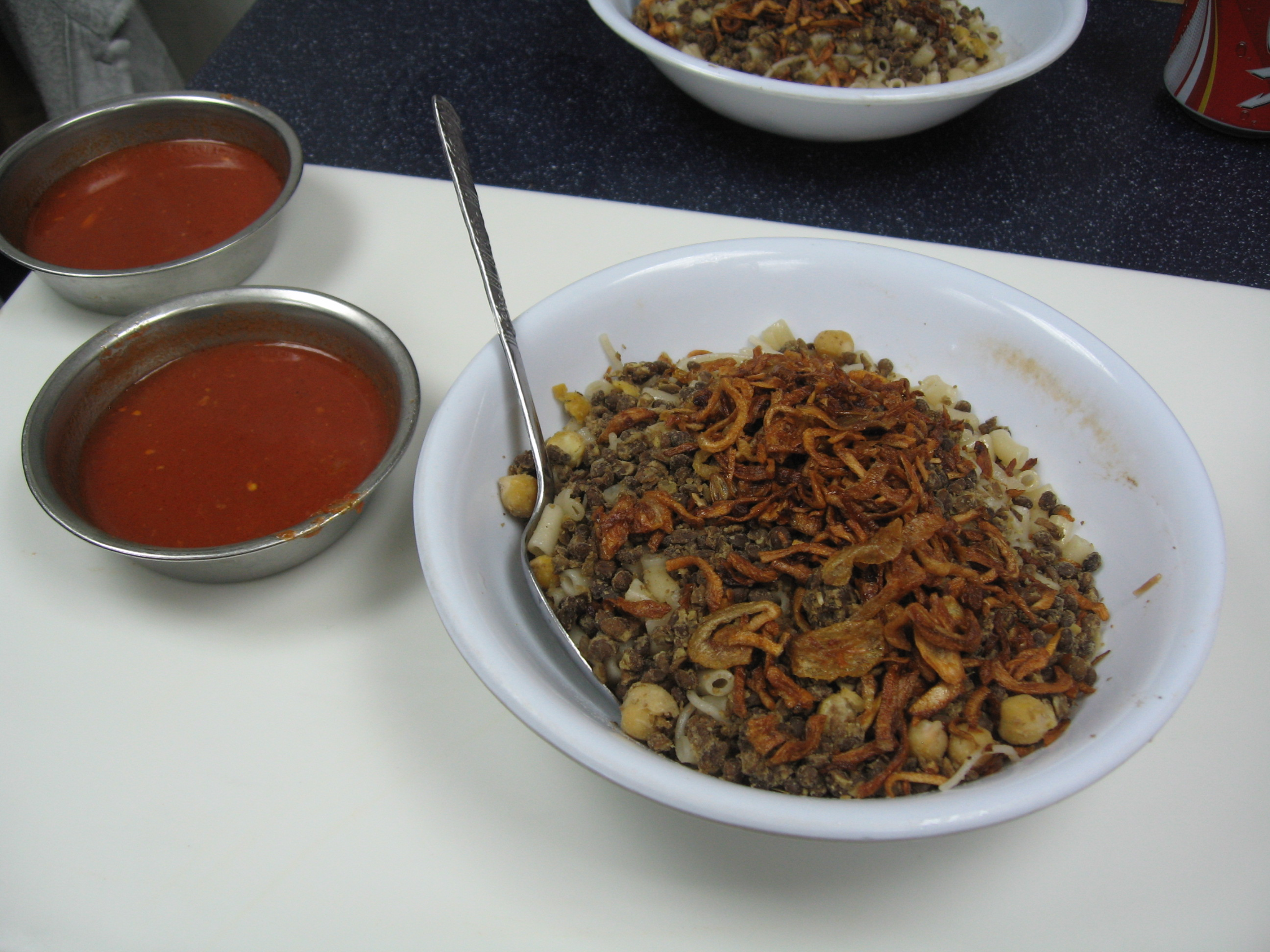

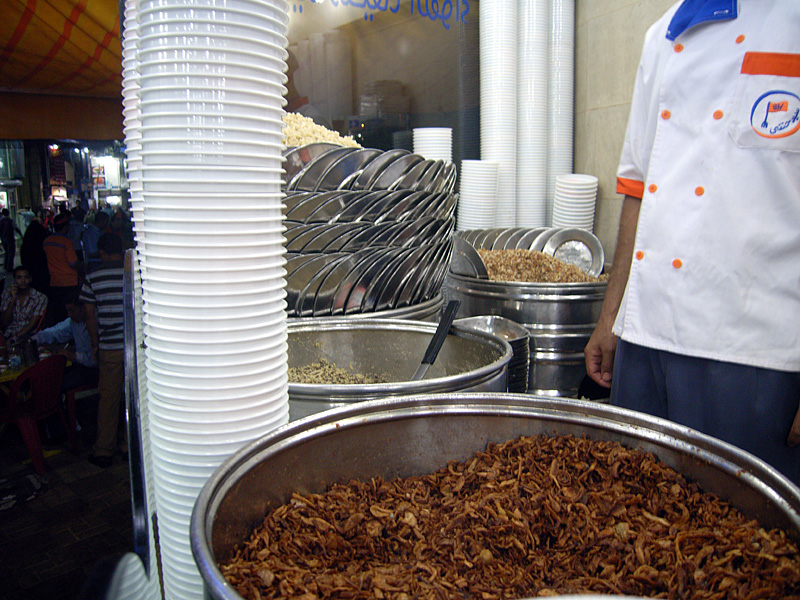

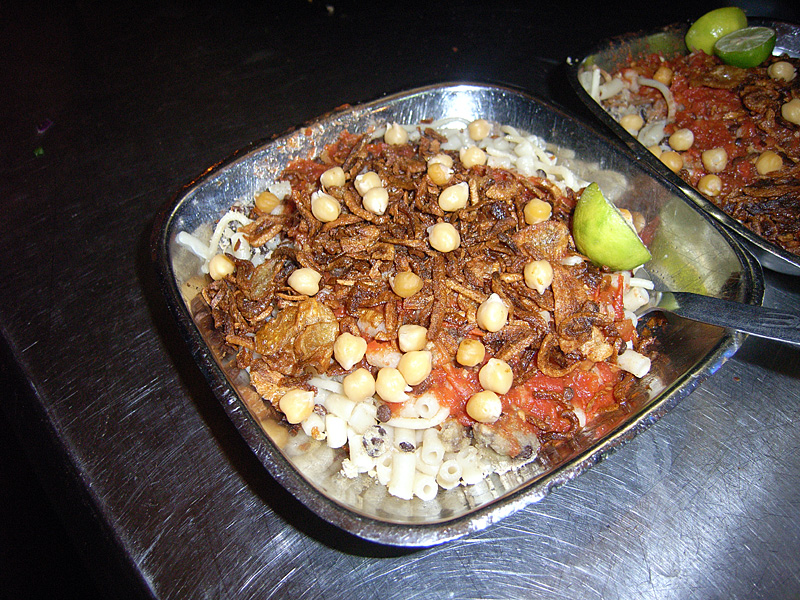

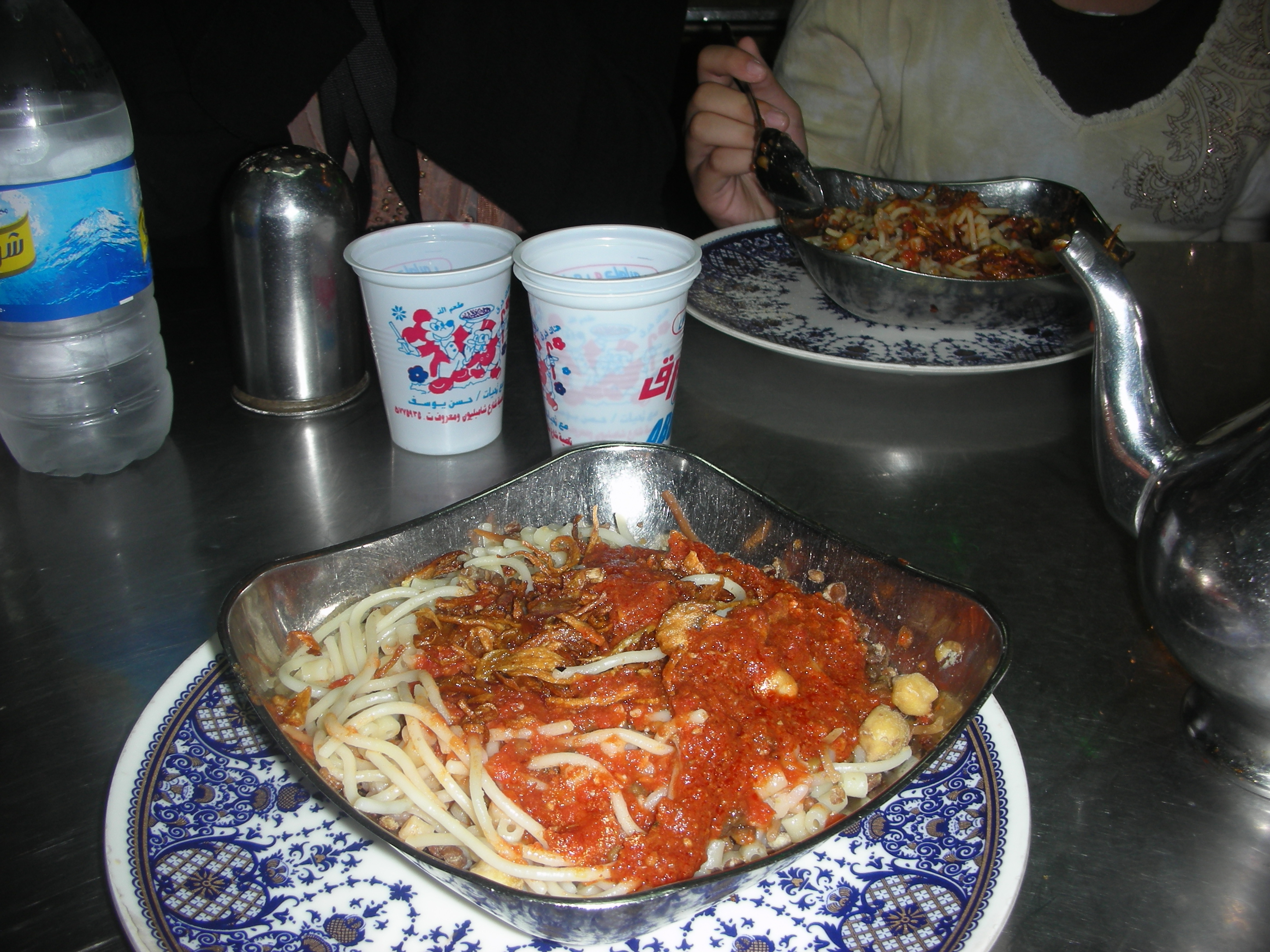
صحن كشري على الطريقة المصرية

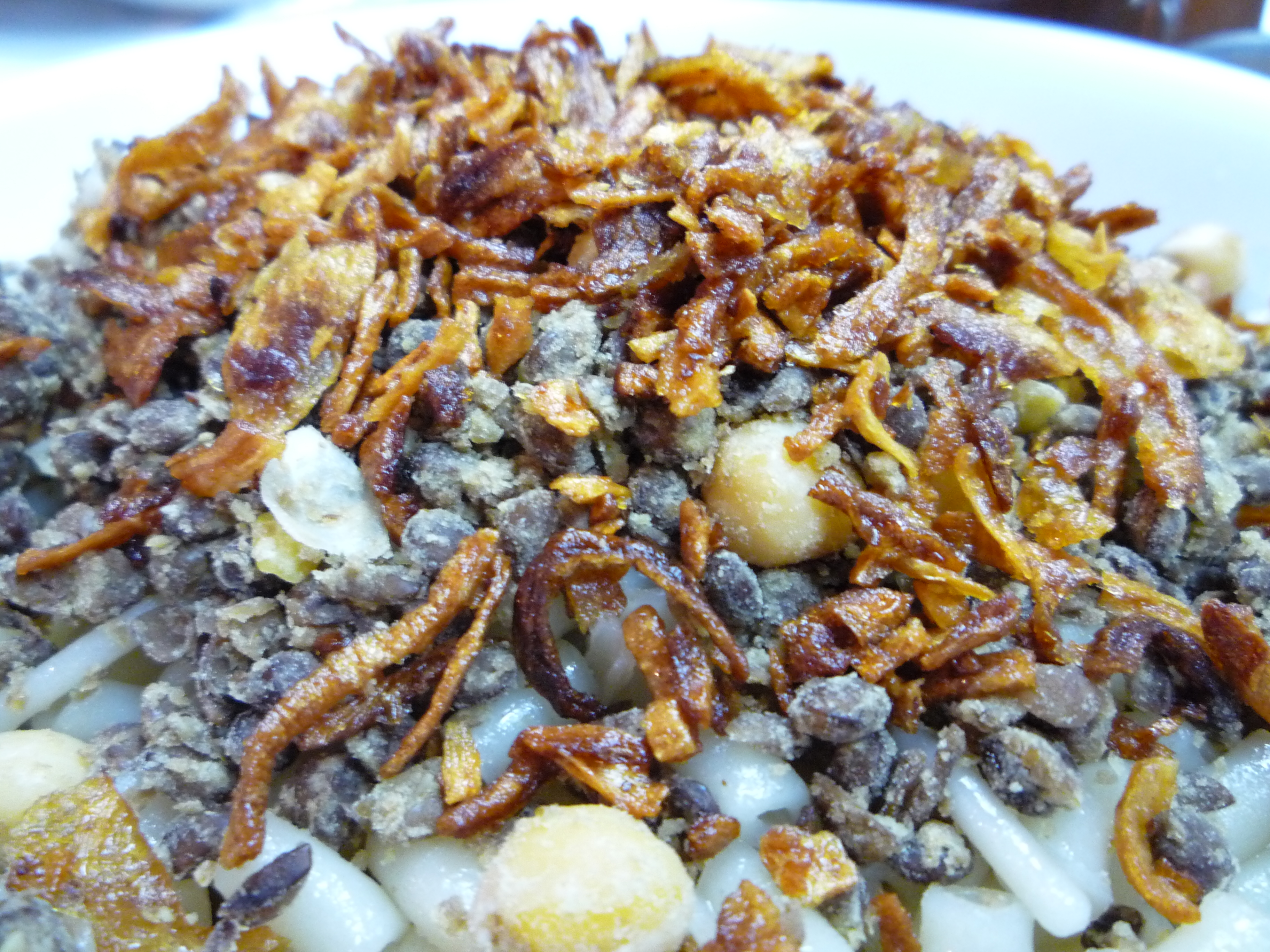
كشري من القاهرة

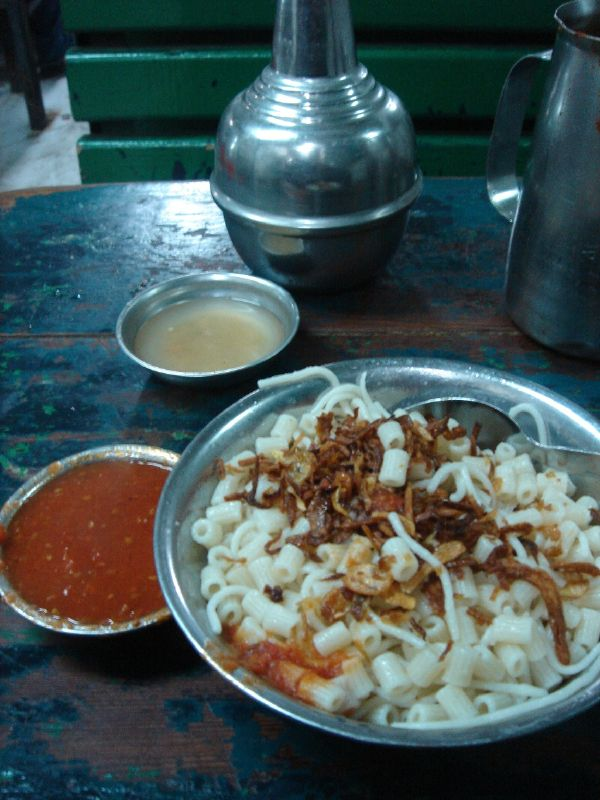
مكونات الكشري قبل الخلط

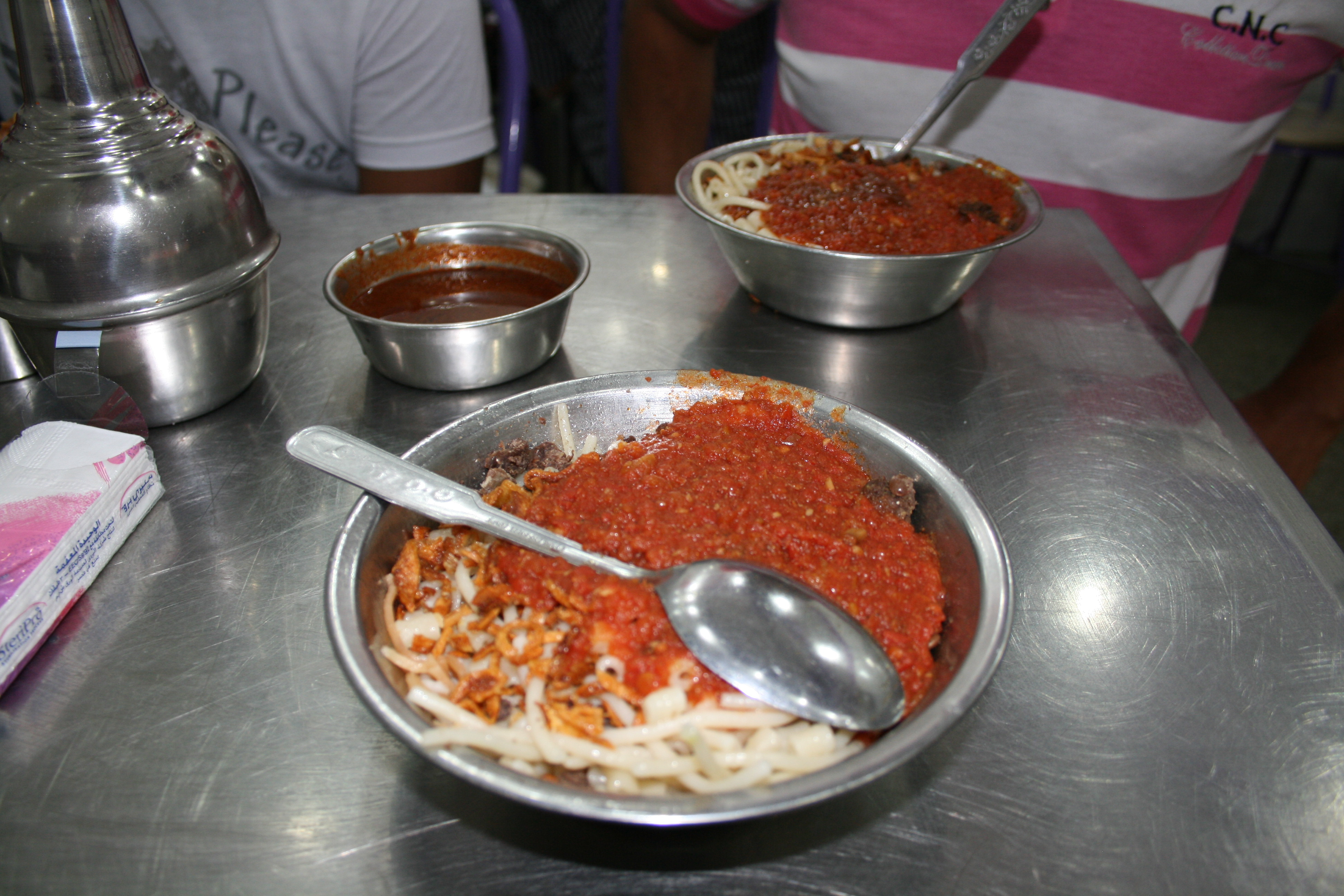
كشري

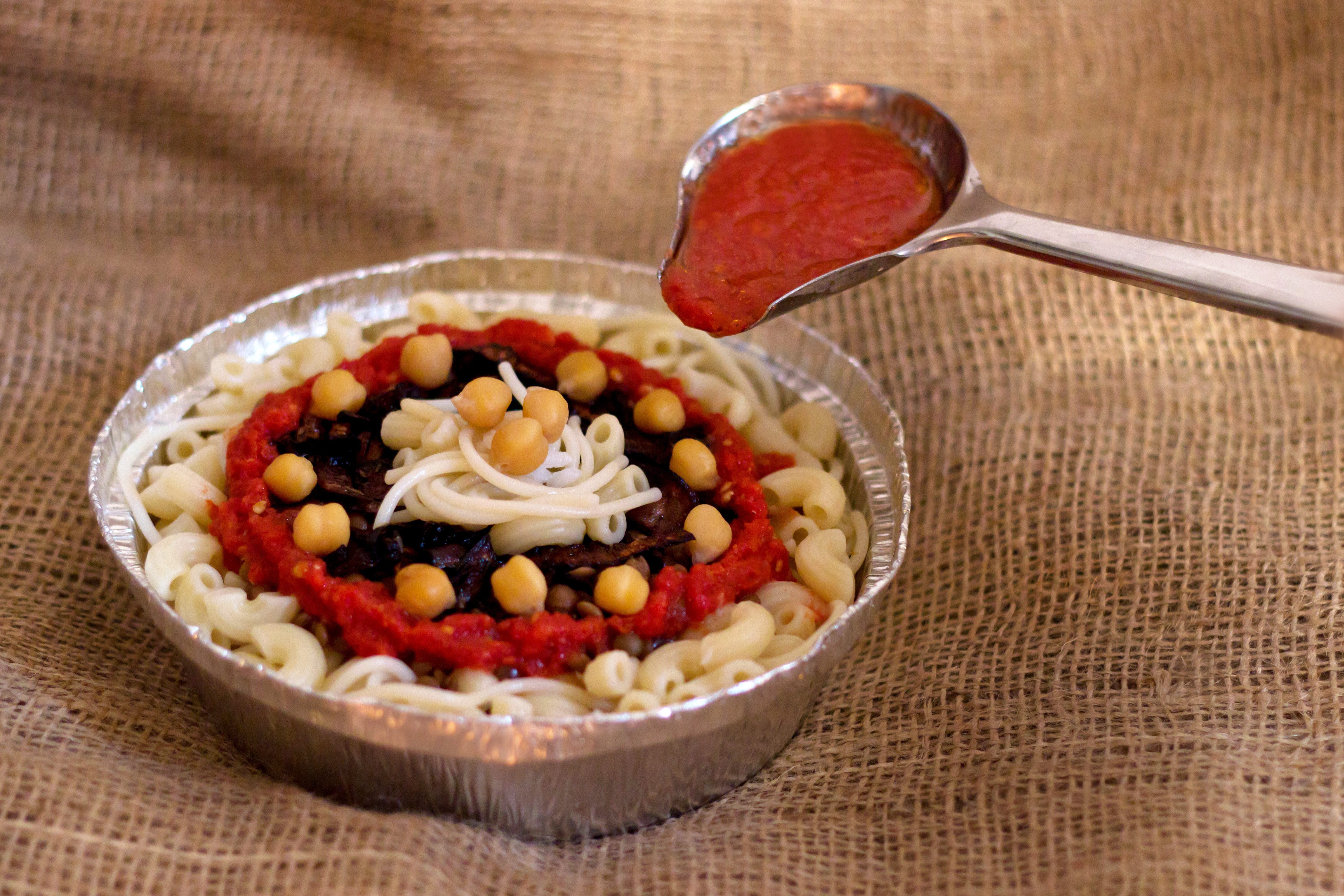
وضع الصلصة على صحن الكشري

الكشري من أشهر الأكلات الشعبية المصرية وتتكون من المعكرونة والأرز والعدس الأسود والبصل المقلي وصلصة الطماطم أي البندورة الحارة والتقلية، ويعتبر الكشري أكلة منخفضة الكلفة عالية السعرات الحرارية وذات زيوت نباتية متأكسدة بسبب القلي الذي يثير حول الوجبة كمًا من الانتقادات الصحية ونحوها.

## تطوره

### في مصر
تطور الكشري في الآونة الأخيرة في مصر حيث زادت عدد المحلات المتخصصة في عمله، كذلك تقوم هذه المحلات بتقديم مأكولات أخرى بجانب الكشري مثل أطباق المعكرونة والأرز باللبن والعاشوراء والفطائر (الهريسة).
ويختلف الكشري الإسكندراني عن الكشري العادي في باقي المحافظات حيث يتم وضع العدس الأصفر بدلاً من العدس الأسود ليختلف شكله عن الكشري العادي ويصبح لونه أصفر ولا تضاف معه الصلصة.

## طريقة تحضير الكشري المصري

### المقادير
1. نصف كوب عدس أسود (بجبة).
2. 2 كوب أرز مصري.
3. 3 بصلات كبيرة أو 4 بصلات.
4. زيت لتحمير البصل (الكمية حسب الرغبة).

#### مقادير التزيين
1. كيس مكرونة متوسطة الحجم.
2. نصف كيس شعرية أو كيس.
3. عدس بجبة.
4. حمص شامي منقوع ومسلوق.
5. تجهيز الصلصة.

### الطريقة
- يُقلى البصل في الزيت جيدًا إلى أن يصير ذهبيًا، ثم يُرفع ويُصفى ويُوضع على ورقٍ ماصٍ للزيت (ورق مطبخ).
- يُسلق العدس في ماء ويُضاف إليه بعض الملح والكمون، ويُفضل أن يكون منقوعًا لفترةٍ لا تقل عن ثلاث ساعات.
- تُحمر الشعيرية إلى أن يصير لونها بنيًا فاتحًا مع تجانس اللون ثم يُخلط الأرز مع العدس الأسود.
- يتم وضعهم على الشعيرية ثم يُوضع الماء المغلي وبعض الملح والكمون مع تغطية الإناء.
- بعد أن يتشرب معظم الماء، تُخفف النار حتى لا يحترق.
- تُسلق المعكرونة بوضعها في ماء مغلي ويُضاف إليها بعض الملح وملعقة/ملعقتي زيت.
- تُوضع المعكرونة مع الأرز والعدس والشعيرية، وتُقدم مع صلصة الطماطم والبصل المقلي والحمص والدقة.

## تحضير الصلصة

### مقاديرها
1- خمسة فصوص ثوم.
2- عدد 2 حبة طماطم.
3- علبة صلصة كبيرة.
4- ملعقتين خل أو ثلاث ملاعق
5- ملعقة كبيرة سمن.

### الطريقة
- توضع الطماطم في الخلاط الكهربائي ثم نضع عليها الصلصة.
- نضع الزيت الناتج عن تحمير البصل لأنه يعطي نكهة رائعة على النار ثم الثوم إلى أن يبدأ في الاحمرار نضيف الخل.
- نضيف عصير الطماطم.
- تترك حتى تسبك قليلا ثم نضيف الملح وشطة خفيفة ويمكن الاستغناء عنها.
- يوضع فص ثوم نيء على الصلصة ثم نضع حوالي نصف كوب ماء.
- يرجى مراعاة عدم زيادة الماء كي لا تصبح الصلصة خفيفة.

### تجهيز الطبق
- نضع الأرز والعدس الأصفر حوالي 5 ملعقة كبيرة.
- المكرونة المسلوقة (حسب الرغبة).
- تضاف الشعيرية.
- العدس بجبة المسلوق جيداً.
- نضع الصلصة.
- نضع البصل المحمر.

## الكشري في بلاد الشام
الكشري في الشام يسمى المجدّرة يطبخ ويقدم بطريقتين بالبرغل أو بالأرز، والطريقة الأولى وهي البرغل المخلوط بالعدس الأسود المسلوق ويقدم حاراً أو بارداً وخصوصاً عندما يكون الأرز والعدس مهدى على زيت الزيتون بدلآ من السمن البلدي فعندها يفضل تناوله ساخناً.
من المعتاد تناول الكشري مع اللبن الرائب أو تناوله بدون ذلك.

## الكشري في العراق
الكشري في العراق يطبخ بالأرز والعدس الأصفر المجروش ويقدم عادة مع كبة الحامض ويعتبر مكملاً لها.

## المعلومات الغذائية
تحتوي وجبة الكشري المصري (300 غ تقريباً)، بحسب موقع شهية، على المعلومات الغذائية التالية:
- السعرات الحرارية: 954
- الدهون: 11
- الدهون المشبعة: 1
- الكوليسترول: 0
- الكربوهيدرات: 181
- البروتينات: 33

## سوء الاستهلاك
إذا وضع الأرز المعاد تسخينه في الكشري يخلق نوعاً من البكتيريا قد تؤدي لمشاكل صحية تؤدي للوفاة لذوي المناعة الضعيفة ومن أعراض التسمم من الأرز المعاد تسخينه:
- التقيؤ المستمر.
- أوجاع بالبطن.
- ارتفاع درجة حرارة الجسم.
- إسهال شديد.